# Манчестер Арена
«Манчестер Арена» (англ. Manchester Arena) — багатофункціональна спортивно-розважальна споруда в місті Манчестер, Велика Британія, місцепроведення концертних та спортивних заходів. Арена має місткість 21 000 глядачів, є найбільшою серед критих споруд такого профілю у Європі.
Арена побудована 1993 року та відкрита 1995 року як «НІНЕКС Арена». 1998 року отримала назву «Манчестер Івнінг Ньюз Арена», пов'язану з укладеною спонсорською угодою з однойменною компанією. По завершенні дії угоди 2011 року споруді присвоєно сучасну назву «Манчестер Арена», однак вже 2013 року їй було надано нову комерційну назву «Фонс 4ю Арена». 2015 року арені повернуто попередню назву. 
Споруда була ключовим місцем проведення змагань у заявці Манчестера на проведення Літніх Олімпійських ігор 1996 року та Олімпіади 2000 року, однак право на проведення цих змагань отримали Атланта та Сідней. Приймала змагання та організаційні заходи в рамках Ігор Співдружності 2002 року.
Арена є однією із найзавантаженіших у світі. В середньому споруда приймає 250 заходів на рік, серед яких концерти світових зірок та спортивні змагання.

## Події
22 травня 2017 року на арені під час концерту американської співачки Аріани Ґранде стався теракт, відповідальність за який взяла «Ісламська Держава».